# تدوين مزدوج منخفضات
في علم الهندسة التطبيقية، يشير مصطلح التدوين مزدوج المنخفضات إلى تدوين يُستخدم للإشارة إلى مُتغيِّر بين نقطتين (حيث يمثل كل نقطة منهما واحدًا من المنخفضين). وفي مجال الـإلكترونيات، عادةً ما يشير التدوين إلى اتجاه التيار أو الجهد، إلا أنه يُستخدَم في الهندسة الميكانيكية أحيانًا لوصف الـقوة أو الإجهاد بين نقطتين، وفي بعض الأحيان يُستخدم حتى لوصف مُكوِّن يمتد بين نقطتين (مثل شعاع على جسر أو حزام). لاحظ أنه بالرغم من كثرة الحالات التي تُستخدم فيها منخفضات متعددة، ليس بالضرورة أن يُطلق عليها التدوين مزدوج المنخفضات.
فهذه مجرد معايير لتوحيد اتجاهات التصنيفات مزدوجة الانخفاض. فيما يلي يُستخدم الـمقحل كمثال، ولكنه يُبَيِّن كيف يُمكن قراءة الاتجاه بشكلٍ عام. تجري هذه الطريقة كما يلي:
{\displaystyle V_{\mathrm {CB} }\ } تعني مقدار "V" من C إلى B. في هذه الحالة، من المحتمل أن تشير V إلى الجهد، وC إلى طرَف المُجمِّع بالمقحل، بينما تدل B على الطرف السُّفلي من نفس المقحل. وهذا يُماثِل تمامًا قولَنا «الجهد الساقط من C إلى B». بالرغم من أن هذه مجرد افتراضات لماهِيّة الرموز، من الممكن أن يُستخدم التدوين في سياقاتٍ أخرى.
&{\displaystyle I_{\mathrm {CE} }\ } تعني مقدار "I" من C إلى E. في هذه الحالة، من المحتمل أن تُشير I إلى الجهد، وC إلى طرَف المُجمِّع بالمقحل، بينما تدل B على الطرف الباعث من المقحل. هذا يماثل تمامًا قولنا أن «الجهد ذاهبٌ في الاتجاه من C إلى E». بالرغم من أن هذه الافتراضات توضح ماهِيَّة هذه الرموز، إلا أنه من الممكن استخدام التدوين في سياقاتٍ أخرى.
الأسماء التي تُطلَق على مشابك إمداد الطاقة في الدرّات المتكاملة ليس لها علاقة بالقواعد المستخدمة في التدوينات مزدوجة المنخفضات. فهي تُسمَّى عن طريق الصدفة بطريقة مشابهة مثل VCC على سبيل المثال.